# Stenarella tripartita
Stenarella tripartita är en stekelart som först beskrevs av Brulle 1846.  Stenarella tripartita ingår i släktet Stenarella och familjen brokparasitsteklar. Inga underarter finns listade i Catalogue of Life.